# A Lost főbb csatái
A Lost c. sorozat fő helyszínén, a Szigeten már több évtizede is összekülönböztek csoportok, legalábbis amikor a DHARMA Kezdeményezés megérkezett a szigetre. Az alábbi főbb csoportok léteznek/léteztek a szigeten, melyek a fő konfliktusforrást adták:
- A Többiek
- Dharma Kezdeményezés
- Az Oceanic 815 túlélői
- Kahana, hajósok

## DHARMA-Többiek konfliktus
A tudósokból összeálló kezdeményezés előtt már élt egy csoport a szigeten, ám róluk nem sokat tudni. Valószínűleg belőlük alakult ki a későbbi Többiek, ahogy a túlélők elnevezték ezt a csoportot. Az 1970-es években Richard Alpert már itt élt a szigeten, róla azt kell tudni, hogy rejtélyes módon nem öregszik. Később Benjamin Linus elárulta a DHARMÁ-t és ehhez a csoporthoz csatlakozott.
A DHARMA minden kutatási területnek állomásokat hozott létre a szigeten és a Többiek (vagy ahogy hívták: az ellenség) ellen különféle védőberendezéseket alkalmaztak. Lakóhelyük, a barakkok köré szonáris kerítést vontak.
A Kezdeményezés mégis elbukott, a Vihar állomásból kiszabadított gáz az összes tudóst megölte a szigeten az 1990-es évek elején. Ezt a fő eseményt hívjuk a Tisztogatásnak.

### A Tisztogatás
Az eseményre Ben születésnapján került sor. Apjával, Roger Linus-szal együtt a DHARMA Vannal elszállították a rakományokat a megfelelő állomásokhoz, majd apja sörrel ünnepelte meg fia születésnapját, mivel évek óta mindig elfelejtette. Roger fiát hibáztatta felesége haláláért, ugyanis Ben anyja a szülésbe halt bele. Ben hosszú idő után elmondta apjának, hogy mi bántja, majd elbúcsúzott tőle. Ezután felvette a gázmaszkot, mikor látta, hogy órája négy órát ütött. Majd egy palackból kiengedte a gázt, mire Roger fél perc alatt meghalt az ideggáztól.
Ben a gázmaszkban visszatért a barakkokhoz, hátrahagyva az autót és apja holttestét. A dharmások által lakott házakban mindenki halott volt, a gáz mindannyiukat megölte. Ben csak egy holttesthez lépett oda, Horace Goodspeed-hez, aki jelen volt a születésénél és segítette később őt. Ben lecsukta a halott férfi szemét. Ezután jelentek meg a Többiek pár tagja, élükön Alperttel. Richard megnézte az óráját, majd mikor látta, hogy a gáz már elillant, levette a maszkot, s így tettek a többiek is. Míg a többiek összegyűjtötték a holttesteket, Richard megkérdezte Bentől, hogy hozzák-e el a dzsungelből Roger testét. Ben erre nemet válaszolt. A DHARMA Kezdeményezés munkatársai egy verembe kerültek mind.

#### Következménye
Elvileg a Tisztogatással a DHARMA megszűnt létezni, de létesítmények még maradtak hátra. A Hattyú állomáson például Kelvin Joe Inman és Radzinsky (később utóbbi öngyilkossága után Desmond David Hume) a Tisztogatás után is végezték feladatukat, elzárva a külvilágtól. A Dharmához pedig néha azóta is érkezik szállítmány az égből.

## Túlélők-Többiek konfliktus
2004. szeptember 22-én az Oceanic 815-ös repülőjárata a mágneses hatásnak következtében lezuhant. A Többiek a barakkokból figyelték a gép három darabra szakadását. Ezután Ben elküldte Ethan Romot az egyik túlélőcsoporthoz, Goodwin Stanhope-ot pedig a másikhoz.
Elsőként a farokrész túlélői ismerhették meg a Többieket. A rejtélyes, "láthatatlan" alakok több túlélőt is elvittek, az első konfliktus már a második napon megtörtént, mikor az egyik túlélő, Mr. Eko megölt két tagot közülük. A másik túlélőcsoportnál Ethan egy ideig remekül beépült, de később rájöttek, hogy nem utazott a gépen. Ethan ezután elrabolta a terhes Claire-t és kis híján megölte Charlie-t. Claire valahogy elszökött (az hogy mi történt vele, a második évadban derült ki), s a túlélők csapdát állítottak az idegennek, miután az egyik túlélőt, Scott Jacksont megölte. Jack és társai sikeresen elkapták Ethant, de mielőtt kivallathatták volna, hogy ki is ő tulajdonképpen, Charlie, bosszúból az előzőkért, megölte.
- A 44. napon Tom és másik három tag elrabolta Michael fiát, Waltot. A túlélők tutaját, mellyel el akarták hagyni a szigetet, pedig felrobbantották.
- Michael később elindult megkeresni a fiát, de a Többiek csapdájába esett. A Többiek feltételt szabtak a fia kiszabadításához. Michael elengedte Bent, de megölte két társát.
- Jack, Kate és Sawyer a Többiek által felügyelt Hydra-szigetre kerültek, később az utóbbi kettő megszökött. Jack Benékkel maradt.
- Egy héttel később Kate, Sayid és Locke megpróbálta kiszabadítani Jacket a barakkokból, de lefegyverezték őket.

### A parti rajtaütés

#### Előzmények
Ben – visszaérkezvén Jacobtól – parancsba adta az épp sakkozó Ryan Pryce-nak, hogy mihamarabb szedje össze a legjobb embereit és induljon meg a part felé, hogy az esetleges terhes nőket hozzák el. A szigetről tudni kell, hogy területén valamiért a kismamák meghalnak, ha a szigeten estek teherbe. Ryan azt is parancsba kapta, hogy ha esetleg ellenállásba ütköznek, a férfiakat nyugodtan megölheti. Alex, Ben lánya meghallotta apja tervét, így nála bujdosó barátját, Karlt elküldte a túlélőkhöz, hogy figyelmeztesse őket.
A túlélők már korábban tudomást szereztek a támadásról Juliet Burke árulása révén, de úgy tudták, hogy a Többiek érkezése csak másnapra esedékes. Hat óra múlva meg is érkezett Karl, aki értesítette őket, hogy Ben emberei már aznap jönnek. Jackék szereztek dinamitot a Fekete Szikláról, s Sayid, Jin és Bernard kivételével mindannyian elindultak a rádiótoronyhoz. Korábban ugyanis Charlie és Desmond elindult a víz alatti bunkerhez, a Tükörhöz, hogy a blokkoló jelzést kikapcsolják.
Charlie nem járt sikerrel, ugyanis az állomáson már volt két Többiek-tag, akik lefegyverezték őt. A két nő elmondta Bennek Charlie betörését, így Ben megtudta, hogy Juliet áruló. Walkie-talkien akart szólni Ryanéknak, hogy csapdába csalták őket, de Ryan utasítására az akció miatt amazok kikapcsolták az adóvevőt.

#### A harc
A 10 tag ellepte a csöndes tábort, előtte Diane jelezte, hogy Juliet megjelölte a sátrakat. Túl későn döbbentek rá, hogy a táborban nincs senki, csapdába csalták őket. Ryan későn üvöltötte, hogy el a sátraktól, Sayid már is belelőtt biztos fedezékéből az egyik dinamitba. A dinamit felrobbant három Többiek-taggal együtt, Diane is ott lelte halálát. A jövevények között zűrzavar támadt, s Bernard sikerrel lőtte ki a második dinamitot, felrobbantva ezzel Ivan-t és egy másik fegyverest. Jin a harmadik és egyben utolsó dinamit felrobbantását elvétette, de így is lelőtt két rá támadó tagot, Matthew-t és Luke-ot. Mielőtt Jin újra rálőhetett volna a bombára, Ryan hátulról elkapta és lefegyverezte. Bernard erre menekülni kezdett, de a fák között megbújó Tom leütötte. Ryan Jin megölésével fenyegetőzött, ha Sayid nem teszi le a fegyvert. Végül az arab kénytelen volt engedni, mivel a harmadik Többiek-tag, aki túlélte a robbanásokat, Jason oldalt fegyvert szegezett a fejéhez.

#### A Többiek foglyai
Tom rádión értesítette Bent a veszteségekről és hogy a hátramaradt túlélőket elkapták. Ben utasította Ryant, hogy öljék meg Jint, ha nem beszélnek a foglyok. Végül Bernard tört meg, elmondta, hogy a többi túlélő Jack vezetésével a rádiótoronyhoz siet és hogy Karltól tudták meg, hogy egy nappal korábban jönnek Ben emberei. A Többiek vezetője ebből már kitalálta, hogy Alex elárulta őt.
A hegyről Jack és a többiek látták, hogy csak két dinamit robbant fel, így tudták, hogy valami baj történt. Később Sawyer és Juliet visszament a táborba, hogy kimentsék Sayidékat és titokban követte őket a mellőzött Hurley is.

#### A felmentő sereg
Később Ben ismét kapcsolatba lépett Tomékkal, amikor már szemtől szemben volt Jackkel. Ben arra utasította őket, hogy öljék meg mindhárom túszt, ha nem válaszol egy percen belül. Tom nem akarta ezt teljesíteni, mert véleménye szerint Ben túl messzire ment, így háromszor belelőttek a földbe, amikor letelt az egy perc. Ryan és Tom vitatkozni kezdtek a helyzetről, de hirtelen betört a táborba a Hurley-vezette Dharma Van és teljes erővel elgázolta Ryant, aki megpróbálta kilőni a sofőrt. Jason Ryan után kiáltott, a megálló kocsitól nem látott semmit. Megpróbálta lelőni a fedezékből kibújó Sawyert, de mielőtt meghúzhatta volna a ravaszt, a megkötözött Sayid lábával elgáncsolta és szinte ugyanazzal a mozdulattal ki is törte a nyakát.
Tom a fegyvere után kezdett el kúszni, de Juliet rászegezte a fegyvert. Közben Sawyer is megérkezett a férfihoz. Tom ezután felmérte a helyzetet és megadóan felemelte a kezét, de Sawyer bosszúból lelőtte, mondván ez jár, amiért korábban elrabolta Waltot.

#### Következménye
A Többiek elvesztették legjobb embereiket, a túlélők kapcsolatba léptek Naomi Dorrit hajójával, így háttérbe szorultak. Richard Alpert vezetésével egy Templom nevezetű helyre igyekeztek.

## Túlélők-hajósok konfliktus
A hajósok közül elsőként Naomi Dorrit került a szigetre, de zuhanás közben megsérült, így a túlélőknek el kellett látni. Az első ellentét akkor kezdődött, amikor Locke késsel hátbadobta a hajóval sikeresen kapcsolatba lépő Naomit, és a Tükör állomáson Charlie halála előtt rájött arra, hogy a hajósok egyáltalán nem Penny-hez köthetők, s ezt tudatta az utolsó pillanatban Desmonddal is.
A kapcsolat felvétel után a túlélők két részre szakadtak. Azok, akik hittek a szigetre érkező hajósok szavának, miszerint haza szeretnék őket juttatni, Jackkel maradtak. Ők voltak többségben. Azok, akik nem hittek a hajósoknak és meg akarták magukat védeni, Locke-kal tartottak. Locke csapatába tartozott Hurley, Sawyer, Claire és a kisbabája, a fogoly Benjamin Linus, Danielle Rousseau, a lánya Alex, Karl és további négy túlélő.
Később kiderült, hogy a hajósokat Charles Widmore bérelte fel és Bent akarják elkapni.

### Barakk ostroma

#### Előzmények
Alex, Rousseau és Karl elhagyta a barakkokat, hogy a biztonságos Templomba menjenek, de pont beleütköztek a szigetre érkező hajós katonákba. Martin Keamy és a többi zsoldos kíméletlenül megölte Karlt és Rousseau-t, Alexet pedig elfogták. Nem sokkal később a szonárkerítéshez értek, és fegyverrel kényszerítették a megrémült lányt, hogy hatástalanítsa az oszlopokat.

#### Az ostrom
Locke, Hurley és Sawyer épp rizikó társasjátékot játszott, mikor a házban lévő telefon megszólalt. Locke felvette és egy géphang azt ismételgette, hogy J14 Kód érvényben. Nem sokkal később Locke-ék a másik szobában zongorázó Benhez siettek, hogy megtudják, mit jelent az üzenet. A férfi nyomban ideges lett és tudta, hogy érte jönnek. Mivel Locke-ék túl sokáig tanácskoztak Ben értesítése előtt, hogy mit jelenthet a kód, így előnyük elveszett. A csapat elhatározta, hogy Linus házát elbarikádozzák. Sawyer a többiek heves tiltakozása ellenére Claire után indult.
Útközben találkozott az egyik fát gyűjtő túlélővel, Douggal, akitől megkérdezte, nem látta-e Claire-t. Miután a fickó azt mondta, hogy nem, Sawyer utasította, hogy azonnal bújjon el fedezékbe. Ám későn, mivel a következő pillanatban érkezett a lövés a dzsungelből az egyik zsoldos, Redfern részéről, és a Doug nevű férfit leterítette. Sawyer vaktában a fák közé lőtt. Ezután nyomban kirohant egy másik túlélő, egy szőke hajú nő, hogy megtudja, kik is lövöldöznek, mikor egy golyó azonnal eltalálta. A következő áldozat Jerome volt, ő megpróbált segíteni a nőn, de óvatlan volt, s őt is megölték. Sawyert vették célba, aki elugrott a lövés elől. Ezután több gépfegyver is őt vette célba és az egyik zsoldos, Kocol rakétát lőtt ki, amely el is találta Claire otthonát. A ház nyomban lángba borult és darabokra esett. Sawyer a fedezék mögül kiabált a lány után. Szerencsére ki tudta menteni a romok alól a lányt, s Ben házába cipelte, miután Hurley az egyik székkel kiütötte az ablakot.

#### Alex halála
A zsoldosok a mészárlás után visszahúzódtak a dzsungelbe, kivéve Keamyt, aki jól látható távolságba állt a háztól, kezében az adóvevővel. Miles-t beküldték a házba, hogy közvetítsen a felek között. Ben nem tett eleget Keamy azon kérésének, miszerint hagyja el a házat, ezért a zsoldosvezér füttyentésére egyik embere, Omar odavitte a túszként fogvatartott Alexet. Keamy számolni kezdett, a lány fejének szegezve pisztolyát. Ben nem hitte el, hogy lelövi a lányt, ezért nem adta fel magát. A Többiek vezetője hibázott, a zsoldos hidegvérrel megölte Alexet.

#### A Füst megjelenik
Ben teljesen leblokkolva állt jóideig az ablaknál, míg a többiek azon morfondíroztak, hogyan kerüljenek ki a slamasztikából. A zsoldosok a fák rejtekében maradtak, várva az estét. Ezután Linus se szó, se beszéd, kinyitott egy rejtekajtót, mielőtt Locke-ék felocsúdhattak volna. A különös, misztikus ajtó maga után zárult, így a túlélők azt hitték, Ben meglógott. Ám később a férfi visszatért, és hamarosan választ is kaptak arra, hogy mit csinált odalent pár percig. A hatalmas Füst hosszú idő után ismét megjelent a dzsungelben, ám ezúttal sokkal hosszabb és nagyobb volt, és belsejében villámok cikáztak. Ezután csak a zsoldosok kétségbeesett ordibálását lehetett hallani. Ez idő alatt a túlélők meg tudtak lógni. Az egyik zsoldos, Mayhew kirohant a dzsungelből, ám a Füst visszahúzta. A túlélők eltávolodtak a Barakkoktól. Ben, Hurley és Locke Jacob felé vette az irányt, a többiek elindultak a part felé.

#### Következménye
A zsoldosok nem tudták elfogni Benjamin Linust, ráadásul egyik emberüket elvesztették, ugyanis Mayhew a hajón belehalt sérüléseibe. Gault kapitány és Keamy ezután helyezte előtérbe a Másodlagos Protokollt, mely a Sziget teljes kipusztítását vette célba. A zsoldos csapat ismét a Sziget felé vette az irányt.
Másik következménye, hogy megszűnt a túlélők két frakciója, hiszen Sawyerék visszatértek Jack táborába.

### Tűzharc a helikopternél

#### Előzmények
Az Orchidea állomásnál Ben belesétált a zsoldosok csapdájába és elfogták.